# Keep Fishin'
«Keep Fishin'» es una canción de la banda de rock alternativo estadounidense Weezer. Es el segundo sencillo del cuarto álbum de la banda, Maladroit (2002). Alcanzó el puesto número 15 en el chart Alternative Songs.

## Video musical
El videoclip, dirigido por Marcos Siega, muestra a Weezer como invitados en El Show de los Muppets (el baterista Patrick Wilson es capturado por Miss Piggy al comienzo). Como se comenta en el Video Capture Device DVD, este es el debut de los miembros de la banda como actores en un videoclip. Durante un tiempo, Kevin Smith iba a dirigir el video, pero sin los Muppets.